# CosmoShop
CosmoShop ist ein seit 1999 in Deutschland entwickeltes, modulares Online-Shopsystem mit Spezialisierung auf B2B. Es steht sowohl als Cloudsystem SAAS wie auch on premise zur Verfügung.
Die Software kann in seinen Funktionen durch die Installation zusätzlicher Plug-ins erweitert werden. Über eine offene API können Systeme anderer Anbieter, etwa von Zahlungsdiensten oder Warenwirtschaftssysteme, angebunden werden. Das System ist multishopfähig, es können dank der Private-Cloud Lösung innerhalb einer Installation mehrere eigenständige Shops auf unterschiedlichen Domains betrieben werden.
Ursprünglicher Entwickler ist Herbert Reiber, welcher 1999 das System mit in die Fa. Zaunz Publishing brachte (gegründet 1997 von Silvan Dolezalek & Peter Hoolmans). Im Jahr 2001 wurde Herbert Reiber Geschäftsführender Gesellschafter. 2014 wurde die Zaunz Publishing GmbH in CosmoShop GmbH umbenannt, da der Markenname des Produktes wesentlich bekannter war und zudem das Attribut „Publishing“ nicht mehr dem Tätigkeitsbereich von Zaunz entsprach.
Die CosmoShop GmbH wurde von drei gleichberechtigten geschäftsführenden Gesellschaftern geleitet: Peter Hoolmans, Herbert Reiber, Silvan Dolezalek. Im Jahr 2022 schieden die beiden Gesellschafter Hoolmans und Reiber aus der Gesellschaft aus (Handelsregisterauszug).
Die CosmoShop GmbH hat ihren Sitz in Eichenau am Westrand von München.

## Editionen

### B2C Mietshop Variante (Cloudshop) – eingestellt (2022)
Der CosmoShop war auch in der Betriebsart SAAS (Software as a Service) mit einem speziellen Konzept und eingeschränkten Funktionen erhältlich. Damit es keine Missverständnisse bei den Anwendern gibt, entschied sich der Hersteller für einen neuen Markennamen. Der Mietshop wurde Ende 2010 vorgestellt und war eine für drei Monate kostenlose Onlineshop-Software auf der gleichen technischen Basis wie die kostenpflichtigen Editionen. Anschließend wurde die Software kostenpflichtig. Da sich das Unternehmen ausschließlich auf B2B spezialisiert, wurde diese Variante des Shops im Jahr 2022 eingestellt.

### Cloudshop/on Premise: CosmoShop B2B
Dies ist die aktuelle kommerzielle Edition und wird auf einem eigenen Webserver, gemieteten Webspace (bei CosmoShop oder selfhosted) oder in der Cloud von CosmoShop (Betriebsart SAAS) installiert. Die Lösung ist auf B2B ausgerichtet. B2C-Features werden sukzessive entfernt. Die Spezialisierung wird weiter ausgebaut.

### Werbeartikelshop Branchenlösung
Die speziell für die Merchandising-Branche entwickelte Shopsoftware mit speziellen Modulen, welche vornehmlich in dieser Sparte Anwendung finden, beispielsweise eine Budgetverwaltung, Kostenstellenverwaltung, Nachweispflicht Formular, SSO (Single Sign On)

### OCI Punchout Branchenlösung
Eine weitere Nische, die von CosmoShop bedient wird, ist die Anbindung von eProcurement Systemen oder SAP mittels Punchout / OCI Schnittstelle.
Dabei springt der Einkäufer aus seinem System heraus in das Katalogsystem von CosmoShop, reichert den Warenkorb an und überträgt diesen wieder zurück ins eigene System.

### Interne Beschaffungslösung
Auch für das Sourcing von internen Materialien bietet CosmoShop eigene Funktionen und Module. Wie etwa eine Lieferantenanbindung, Ordersplitting, Kostenstellen, SSO, Logistiker-Schnittstellen, uvm.

## Erweiterungen/Plugins
Zu CosmoShop gibt es etwa 80 Plug-ins, u. a. aus den Bereichen Administration, Auswertungen, Sprachen, Werbung und Marketing sowie Template und Design. Darüber hinaus gibt es eine eigene Zahlungsschnittstelle (CosmoPay), Logistiker-Schnittstelle (CosmoShipping) und diverse Warenwirtschaftssystem Schnittstellen. Die Erstellung eigener Plug-ins ist noch nicht möglich. Es steht jedoch eine API zur Verfügung, über die man Daten ein-/auslesen kann.
CosmoShop bietet durch die integrierte CosmoFaktura die Möglichkeit, selbst Rechnungen und Lieferscheine zu erstellen; Funktionen wie Einkauf oder Finanzbuchhaltung sind jedoch nicht integriert. Es werden daher Schnittstellen zu verschiedenen Warenwirtschaftssystemen angeboten.

## Technik
CosmoShop wird in der Programmiersprache Perl entwickelt. Basis ist dabei ein eigenes Framework. Es wurde eine eigene Templateverwaltung mit webbasierter Administrationsmöglichkeit integriert. Als Datenbank wird eine relationale MySQL-Datenbank benötigt.

## Versionsgeschichte
Die Veröffentlichung von Version 1 erfolgte im Jahr 1999. Im Anschluss gab es hohe Versionssprünge, die nicht dokumentiert sind.
- 7: Release-Datum August 2003, integrierte Faktura
- 8: Release-Datum Januar 2005, Mandantenfähigkeit
- 9: Release-Datum Juli 2008, Paypal Schnittstelle, Amazon-Anbindung, MP3/Download-Shop-Modul[3]
- 10: Release-Datum 11. August 2009, (Major Release) neues Frontend Design, Artikel-Bilder-Zoom-Funktion (Cloud Zoom), Bilderimport, diverse Schnittstellen zu Drittanbietern
- 11: Release-Datum 1. Mai 2015, (Major Release) Responsive Frontend, Caching Mechanismus
- 11.13: Release-Datum 7. Mai 2021, Web-to-Print-Integration
- 12.x: Release-Datum 11. März 2022, (Major Release) vollständig neu gestaltetes Frontend (Lemon Theme), neue Pluginkonzept (damit auch individuelle Programmierungen in der Cloud möglich)
- 13.x Release-Datum 3. Mai 2024, (Major Release) dynamischen Formularfelder, neue Budgetverwaltung mit Wertgutscheinen, teileinlösbare Gutscheine, erweiterte JTL-WaWi-Schnittstelle mit Bildersync, barrierefreie Anpassungen, neue Widgets im Vorabmodus sowie zahlreiche Verbesserungen im Template- und Gutscheinsystem.
- ab Version 14 führt CosmoShop das sog. LTS (Long Term Support) Verfahren ein und hält somit die Shopversion mit der Betriebssystem Version synchron.